# Psila fimetaria
Psila fimetaria ist eine Fliege aus der Familie der Nacktfliegen (Psilidae).

## Merkmale
Die Fliegen erreichen eine Körperlänge von 8 bis 9 Millimetern. Sie haben einen rötlichgelb gefärbten Körper. Die wenigen vorhandenen Borsten sind schwarz. Ihre Flügel sind durchsichtig. Wie bei allen Arten der Gattung Psila haben die Männchen keine verdickten Schenkel (Femora) auf den Hinterbeinen und die Weibchen haben nur ein einfaches Legerohr. Im Gegensatz zur sehr ähnlichen Psila merdaria ist die Ansatzstelle der Arista an der Antenne bei Psila fimetaria verdunkelt.

## Vorkommen und Lebensweise
Die Tiere kommen in Mitteleuropa vor und besiedeln die Kraut- und Strauchschicht. Die Imagines sind wenig aktiv. 

## Belege